# Acetofenon
Acetofenon – organiczny związek chemiczny z grupy ketonów (czasem oznaczany skrótem PhAc), jeden z najprostszych ketonów aromatycznych. Ma dość intensywny, przyjemny zapach kojarzący się z zasuszonymi różami. Jest ważnym prekursorem używanym w produkcji związków zapachowych i żywic.

## Otrzymywanie
Acetofenon jest otrzymywany przemysłowo głównie jako produkt uboczny przy produkcji fenolu i acetonu w procesie kumenowym. Jeżeli w przegrupowaniu wodoronadtlenku kumylu migracji ulegnie grupa metylowa zamiast fenylowej produktami tej reakcji będą acetofenon i metanol:
C
6H
5C(CH
3)
2OOH → C
6H
5C(O)CH
3 + CH
3OH
Reakcja ta może stanowić główny kierunek rozkładu wodoronadtlenku kumylu jeśli prowadzi się ją w temp. 100 °C w obecności Cu(NO
3)
2.
Drugą przemysłową metodą otrzymywania acetofenonu jest katalityczne utlenianie etylobenzenu w 130 °C:
C
6H
5CH
2CH
3 + O
2 → C
6H
5C(O)CH
3 + H
2O
Na skalę laboratoryjną acetofenon otrzymuje się metodą Friedela-Craftsa przez acylowanie benzenu chlorkiem acetylu lub bezwodnikiem octowym w obecności bezwodnego chlorku glinu jako katalizatora.